# Taimí Chappéová
Taimí (Taymí) Chappéová Valladaresová (11. září 1968 – 3. listopadu 2020) byla kubánská a španělská sportovní šermířka, která se specializovala na šerm kordem. Kubu reprezentovala na přelomu devadesátých let a Španělsko od roku 1994. Na olympijských hrách startovala v roce 1996 v soutěži jednotlivkyň. V roce 1990 získala titul mistryně světa v soutěži jednotlivkyň. Se španělským družstvem kordistek vybojovala v roce 1994 titul mistryň světa.